# Nicolae Puiu (Geschäftsmann)
Nicolae Puiu (* 1946 oder 1947; † 18. Mai 2011 in Iași) war ein rumänischer Geschäftsmann und Fußballfunktionär.

## Werdegang
Puiu war vor der rumänischen Revolution 1989 über Geschäfte im Irak und Libyen zu Geld gekommen, angeblich schmuggelte er Geld im Wert von zwei Millionen US-Dollar in Revulsin-Präparatpackungen nach Rumänien. Mit dem dort erwirtschafteten Geld unterstützte er in den 1990er Jahren den FC Onești, den er zeitweise auch als Präsident führte. Dabei war er zeitweise von der Federația Română de Fotbal für ein Jahr gesperrt worden, da er illegal einen Spieler von Astra Ploiești abwerben wollte. 1998 stieg der Klub in die Divizia A, die höchste Spielklasse Rumäniens, auf. Dabei soll er für den Verein angeblich Schiedsrichter beeinflusst haben, er selbst warf aber anderen Funktionären Korruption vor.
Nach dem Abstieg 2000 übernahm ein Jahr später eine Investorengruppe den Verein und setzte Puiu als Präsidenten ab. Später versuchte er den in finanzielle Schwierigkeiten geratenen Verein, der letztlich 2004 den Spielbetrieb einstellen musste, erfolglos wieder zu erwerben. Er verzockte einen Großteil seines Geldes beim Glücksspiel und bezog nach eigenen Aussagen eine Rente in Höhe von 1.600 Lei.
Nachdem der Diabetiker Puiu eine Woche vorher ins Koma gefallen war, verstarb er im Mai 2011 im Alter von 64 Jahren an einem Herzinfarkt.